# Джентльмен без определённых занятий
«Джентльмен без определённых занятий» — роман П. Г. Вудхауза, опубликованный в 1910 году — сначала под заголовком The Intrusion of Jimmy нью-йоркским издательством W.J. Watt and Co., затем в Великобритании — как A Gentleman of Leisure (Alston Rivers, Ltd.). До этого — с 11 июня по 10 сентября он печаталася с продолжением в британском еженедельнике Titbits.
Набросок романа появился в 1909 году в журнале Ainslee’s Magazine в виде повести под заголовком The Gem Collector («Коллекционер бриллиантов»), которая значительно отличалась от опубликованной год спустя окончательной версии.
В 1911 году была поставлена пьеса «Джентльмен без определённых занятий» (написанная Вудхаузом в сотрудничестве с драматургом Джоном Стейплтоном). Премьера с Дугласом Фэрбэнксом и Рут Шепли в главных ролях состоялась 24 августа 1911 года в нью-йоркском Playhouse Theatre. Роман дважды (в 1915 и 1923 годах) экранизировался.
На русском языке роман был опубликован в 2006 году под двумя разными заголовками: «Джентльмен без определённых занятий» (пер. М. Лахути, изд. «Остожье» (РПК), Москва) и «Любовь со взломом» (пер. И. Гурова, изд. «Текст», Москва).

## Персонажи
- Джеймс Питт — состоятельный молодой человек, обладатель многих достоинств; выпускник Йельского университета, бывший репортёр и актёр, эксперт по бриллиантам.
- Молли МакИкерн — очаровательная дочь разбогатевшего полисмена, не подозревающая о происхождении собственного благосостояния; влюблённому в неё Джимми в конечном итоге отвечает взаимностью.
- Джон МакИкерн — полисмен-взяточник, который, сколотив себе в Нью-Йорке состояние, стремится начать новую жизнь в Англии и выдать здесь дочь за аристократа.
- Спайк Маллинз — обаятельный, но простодушный взломщик, который принимает Питта за выдающегося представителя своей профессии: случайно повстречавшись с ним в Англии, становится слугой «босса», но — вопреки предостережениям последнего — оказывается не в состоянии изменить прежним воровским привычкам.
- Спенни — 12-й граф Дривер; 24-летний аристократ: помолвлен с Молли, влюблён в Кэти, но ничего не решает сам, поскольку его деньгами распоряжаются бессердечные родственники.
- Сэр Томас Блант — прижимистый дядюшка лорда Дривера; находится под каблуком у жены, от которой скрывает страшную тайну, касающуюся происхождения её бриллиантов. Надеется разбогатеть, женив безалаберного Спенни на богатой американке.
- Леди Джулия Блант — тётушка лорда Дривера, которую боятся и муж, и племянник. Очень гордится своим бриллиантовым ожерельем, которое в конечном итоге оказывается подделкой.
- Артур Миффлин — молодой актёр, студенческий приятель главного героя. Это с ним после пьесы про благородного вора «в духе Раффлза» Джимми Питт легкомысленно заключает пари — о том, что сам без труда сможет осуществить реальный взлом, таким образом впервые и попадая в дом капитана МакИкерна.
- Харгейт — мошенник, обыгрывающий в замке простаков в карты и биллиард, притворяясь новичком: жертвой его становится и сам Лорд Дривер.
- Чартерис — драматург, ставящий любительский спектакль в Дривер-кастл.
- Галер — профессиональный сыщик, которого МакИкерн нанимает, чтобы следить за Джимми в замке, и который сам по ошибке оказывается арестован коллегой.
- Кэти — девушка, на которой Спенни мечтает жениться.
- Сондерс — дворецкий в Дривер-кастл.